# Spodnji Vrsnik
Spodnji Vrsnik – wieś w Słowenii, w gminie Idrija. W 2018 roku liczyła 46 mieszkańców.